# Learjet 85
Learjet 85 (LJ85) — реактивний адміністративний (бізнес-джет) літак виробництва компанії Bombardier Aerospace. Іменується також як Bombardier Learjet 85.

## Історія літака
Літак Learjet 85 почав розроблятися 30 жовтня 2007 року. Макет літака був представлений в жовтні 2008 року на виставці НАВА (Національної асоціації ділової авіації) в Орландо. Літак Learjet 85 був першим в компанії Bombardier Aerospace літаком бізнес-джет, побудованим із використанням композиційних матеріалів.
Компанія Bombardier Aerospace 15 січня 2015 року оголосила про своє рішення призупинити програму виробництва літака Learjet 85 і скорочення 1000 робочих місць.
Головний виконавчий компанії Ален Бельмара 29 жовтня 2015 року оголосив про 4,9 млрд доларів збитків за підсумками роботи у третьому кварталі 2015 року, включаючи відмову від програми виробництва літака Learjet 85.

## Льотно — технічні характеристики
Загальні характеристики
- Екіпаж: 2 (пілот і помічник)
- Пасажиромісткість: 8 + 2 пассажирів
- Довжина: 20,76 м (68 фут 1 дюйм)
- Розмах: 18,75 м (61 фут 6 дюйм)
- Висота: 6,08 м (19 фут 11 дюйм)
- Площа крила: 37,25 м2 (401,0 фут2)
- Порожня вага: 10 977 кг (24 200 фунт)
- Максимальна злітна вага: 15 195 кг (33 500 фунт)*
- Силова установка: 2 × Pratt & Whitney Canada PW307B ТВД

Льотні характеристики
- Максимальна швидкість: 871 км/год (541 миля/год; 470 вуз)
- Крейсерська швидкість: 829 км/год (515 миля/год; 448 вуз)
- Дальність: 4 828 км; 2 607 морська миля (3 000 миля) (4 пассажира)
- Практична стеля: 14 935 м (49 000 фут)
- Інше:

Авіоніка: Rockwell Collins Pro Line Fusion avionics suite, Electronic Flight Instrument System (EFIS), Inertial Reference System (IRS), Integrated Flight Information System (IFIS) with electronic charts, Two Electronic Flight Bag (EFB), Synthetic Vision System for Situational Awareness (SVS), Terrain Awareness and Warning System (TAWS), Dual Flight Management System (FMS), Surface Awareness System, Weather Radar System, Autothrottle, Wide Area Augmentation System (WAAS)